# العلاقات الكوستاريكية اللوكسمبورغية
العلاقات الكوستاريكية اللوكسمبورغية هي العلاقات الثنائية التي تجمع بين كوستاريكا ولوكسمبورغ.

## مقارنة بين البلدين
هذه مقارنة عامة ومرجعية للدولتين:
| وجه المقارنة                                              | كوستاريكا                                 | لوكسمبورغ                                                     |
| --------------------------------------------------------- | ----------------------------------------- | ------------------------------------------------------------- |
| المساحة (كم2)                                             | 51.10 ألف                                 | 2.59 ألف                                                      |
| عدد السكان (نسمة)                                         | 4.91 مليون                                | 599.45 ألف                                                    |
| الكثافة السكانية (ن./كم²)                                 | 96.09                                     | 231.45                                                        |
| العاصمة                                                   | سان خوسيه                                 | لوكسمبورغ                                                     |
| اللغة الرسمية                                             | اللغة الإسبانية                           | اللغة اللوكسمبورغية، لغة فرنسية، اللغة الألمانية              |
| العملة                                                    | كولون كوستاريكي                           | يورو، فرنك لوكسمبورغ                                          |
| الناتج المحلي الإجمالي (بليون دولار)                      | 57.06 مليار                               | 62.40 مليار                                                   |
| الناتج المحلي الإجمالي (تعادل القوة الشرائية) بليون دولار | 74.98 مليار                               | 58.13 مليار                                                   |
| الناتج المحلي الإجمالي الاسمي للفرد دولار أمريكي          | 11.26 ألف                                 | 101.45 ألف                                                    |
| الناتج المحلي الإجمالي للفرد دولار أمريكي                 | 14.92 ألف                                 | 101.93 ألف                                                    |
| مؤشر التنمية البشرية                                      | 0.766                                     | 0.892                                                         |
| رمز المكالمات الدولي                                      | +506                                      | +352                                                          |
| رمز الإنترنت                                              | .cr، قائمة نطاقات المستوى الأعلى للإنترنت | .lu                                                           |
| المنطقة الزمنية                                           | 00                                        | توقيت وسط أوروبا، ت ع م+01:00، ت ع م+02:00، أوروبا/لوكسمبورج ‏ |

## منظمات دولية مشتركة
يشترك البلدان في عضوية مجموعة من المنظمات الدولية، منها:
| علم المنظمة | اسم المنظمة                               | تاريخ انضمام كوستاريكا | تاريخ انضمام لوكسمبورغ |
| ----------- | ----------------------------------------- | ---------------------- | ---------------------- |
|             | منظمة التجارة العالمية                    | ?                      | ?                      |
|             | الاتحاد الدولي للاتصالات                  | 13 سبتمبر 1932         | 2 مارس 1866            |
|             | المركز الدولي لتسوية المنازعات الاستشارية | 27 مايو 1993           | 29 أغسطس 1970          |
|             | مؤسسة التنمية الدولية                     | 30 يونيو 1961          | 4 يونيو 1964           |
|             | منظمة حظر الأسلحة الكيميائية              | ?                      | ?                      |
|             | يونسكو                                    | 19 مايو 1950           | 27 أكتوبر 1947         |
|             | الأمم المتحدة                             | 2 نوفمبر 1945          | 24 أكتوبر 1945         |
|             | وكالة ضمان الاستثمار متعدد الأطراف        | 8 فبراير 1994          | 29 أغسطس 1991          |
|             | البنك الدولي للإنشاء والتعمير             | 8 يناير 1946           | 27 ديسمبر 1945         |
|             | الاتحاد البريدي العالمي                   | ?                      | ?                      |
|             | مؤسسة التمويل الدولية                     | 20 يوليو 1956          | 4 أكتوبر 1956          |
|             | منظمة الشرطة الجنائية الدولية             | ?                      | ?                      |
|             | الفريق المعني برصد الأرض                  | ?                      | ?                      |

## وصلات خارجية
- موقع وزارة الخارجية الكوستاريكية
- موقع وزارة الخارجية اللوكسمبورغية